# Hexatoma (Eriocera) caliginosa
Hexatoma (Eriocera) caliginosa is een tweevleugelige uit de familie steltmuggen (Limoniidae). De soort komt voor in het Oriëntaals gebied.